# Mark-8

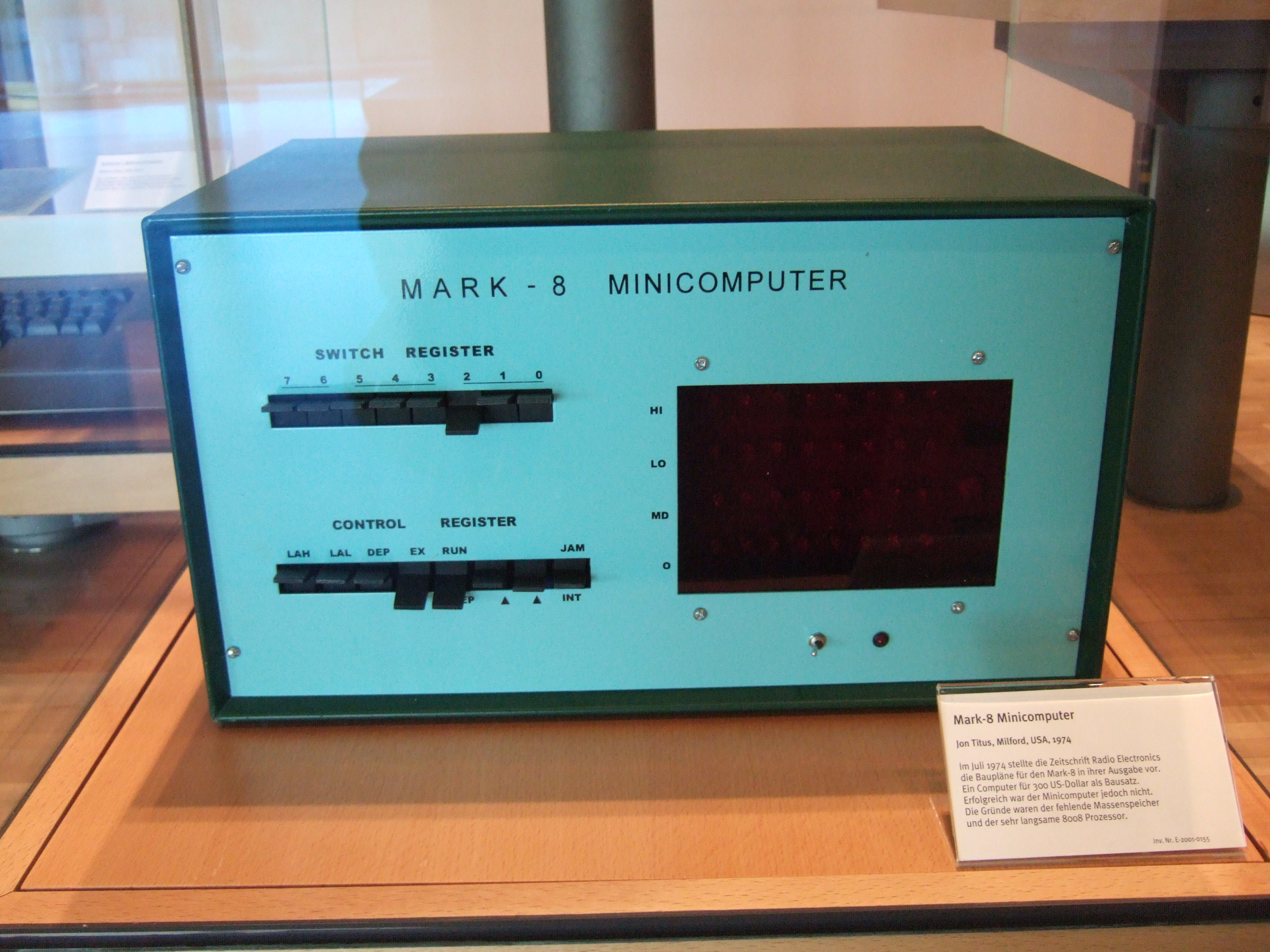
Mark-8ミニコンピュータ

Mark-8(マークエイト)は1974年に設計されたマイクロコンピュータであり、世界初の8ビットマイクロプロセッサ Intel 8008 を使用していた。Mark-8は Jonathan Titus が設計し、自由な組み立てキットとして『ラジオ＝エレクトロニクス』誌(R-E)の1974年7月号の巻頭記事で紹介された。

## プロジェクト
R-E誌1974年7月号の巻頭記事で、Mark-8が「自分で組み立てる」プロジェクトとして紹介されている。記事では回路基板のレイアウトと組み立て手順の書かれた小冊子を5ドルで提供することが書かれていた。また、Titus自身もニュージャージー州のある会社に作らせた基板を50ドルでホビーストに提供するよう手配していた。Mark-8を実際に組み立てた人たちは様々な電子部品を色々なところから自分で集めた。小冊子は数千冊、基板セットは数百セットが売れた。
興味深いことにMark-8はR-E誌では「あなたの個人的ミニコンピュータ」と銘打たれた。マイクロコンピュータ革命が起きる前なのでこれは仕方のないことであった。マイクロコンピュータという単語が一般化するのはまだまだ先のことである。そのため、このキットを紹介するにあたって編集者はMark-8を当時の最も小さいコンピュータのカテゴリに入れてしまった。

## 影響
Mark-8は商業的に大成功とは言いがたいが、ライバル誌である『ポピュラーエレクトロニクス』誌の編集者が刺激を受け、同種の、しかしより使いやすいマイクロコンピュータを記事にすることを検討した。その結果、わずか半年後の1975年の1月、同誌上でMITS社のAltair 8800が発表された。